# Woodside (Bedfordshire)
Woodside – osada w Anglii, w hrabstwie ceremonialnym Bedfordshire, w dystrykcie (unitary authority) Central Bedfordshire. Leży 31 km na południe od centrum miasta Bedford i 45 km na północny zachód od centrum Londynu.